# Now, Diabolical
Now, Diabolical — шестой студийный альбом норвежской блэк-металической группы Satyricon, вышедший в 2006 году. Альбом дебютировал на втором месте в норвежских чартах.
Как и предшествующий альбом Volcano Now, Diabolical вышел на крупном лейбле, на этот раз на Sony BMG. Две песни с альбома были выпущены как синглы: «K.I.N.G.» и «The Pentagram Burns». В том же году состоялось турне Tour Diabolical.

### Стиль
Now, Diabolical продолжил линию, взятую группой на Volcano, — сочетание блэк-метала и мейнстримовой рок-музыки, которое иногда характеризуется как «блэк-н-ролл» (Black-n-Roll). Больше всего это заметно в песнях «K.I.N.G.» и «The Pentagram Burns», вышедших на синглах, которые построены по тем же принципам, что и традиционные рок-хиты: чередование куплета и припева и запоминающийся гитарный рифф. Подобный отход от канонов жанра был воспринят многими фанатами как измена идеологии блэк-метала, но резко повысил популярность группы, окончательно выведя Satyricon за рамки андеграундной сцены.

## Список композиций
| №                   | Название                                                                                            | Длительность |
| ------------------- | --------------------------------------------------------------------------------------------------- | ------------ |
| 1.                  | «Now, Diabolical»                                                                                   | 5:30         |
| 2.                  | «K.I.N.G.»                                                                                          | 3:36         |
| 3.                  | «The Pentagram Burns»                                                                               | 5:38         |
| 4.                  | «A New Enemy»                                                                                       | 5:47         |
| 5.                  | «The Rite of Our Cross»                                                                             | 5:45         |
| 6.                  | «That Darkness Shall Be Eternal»                                                                    | 4:46         |
| 7.                  | «Delirium»                                                                                          | 5:38         |
| 8.                  | «To the Mountains»                                                                                  | 8:09         |
| 9.                  | «Storm (Of The Destroyer)» (бонус-трек на Century Media America CD, Roadrunner Japan CD и Vinyl LP) | 2:50         |
| Общая длительность: | Общая длительность:                                                                                 | 47:46        |

## Участники записи
- Сатир — вокал, бас, гитара, клавишные
- Фрост — ударные